# Villino Ciuti
Il villino Ciuti è un edificio in stile Liberty di Firenze, situato in via dei Della Robbia 74.

## Storia
Il villino fu realizzato attorno al 1910 su committenza di Baldassarre Ciuti.  Il villino è stato abitazione del maestro vetraio Francesco Mossmeyer.

## Descrizione
( Carlo Cresti, Firenze 1896-1915: la stagione del Liberty, Firenze, Uniedit, 1978,  p. 285.)

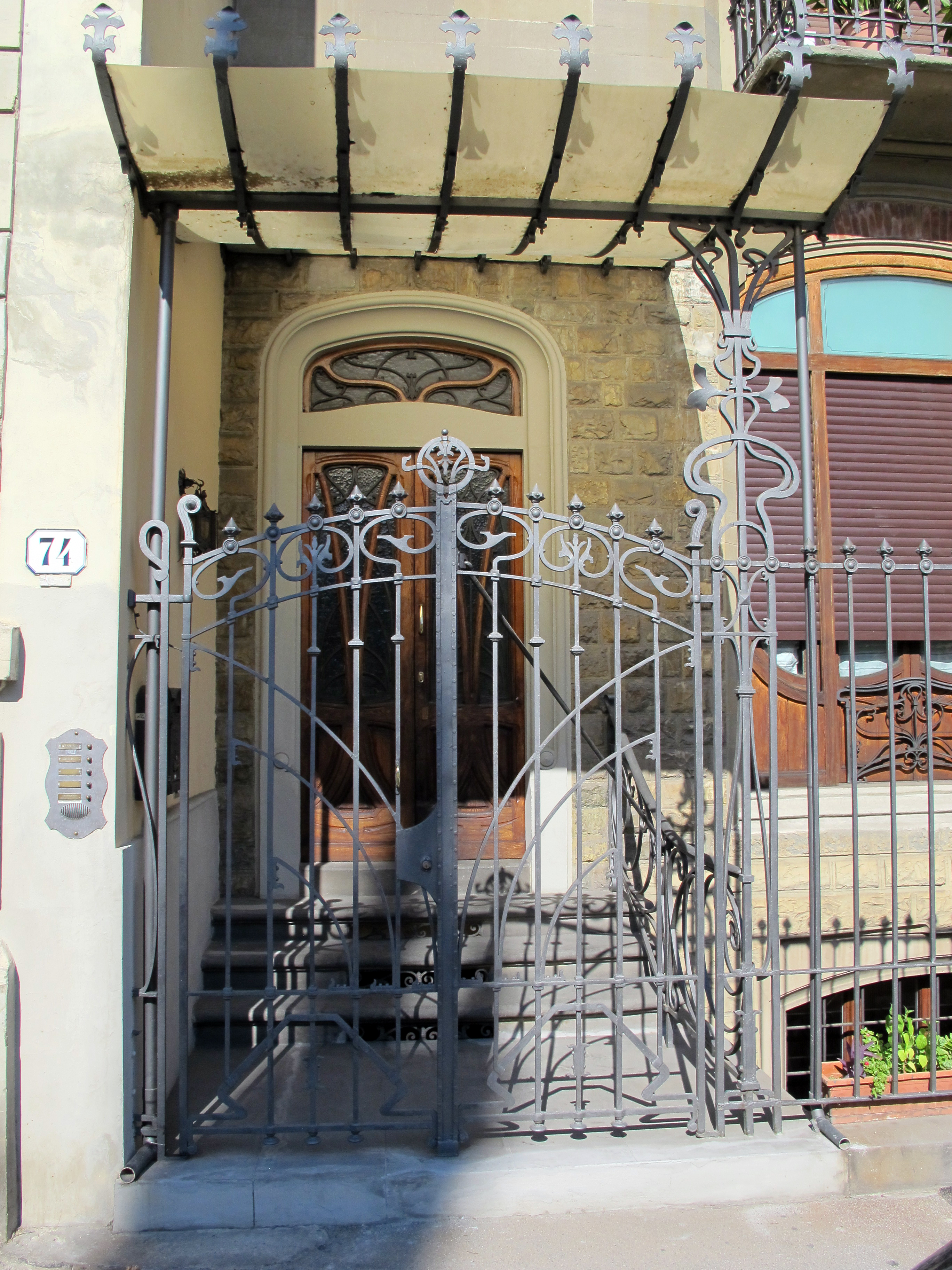
Dettaglio
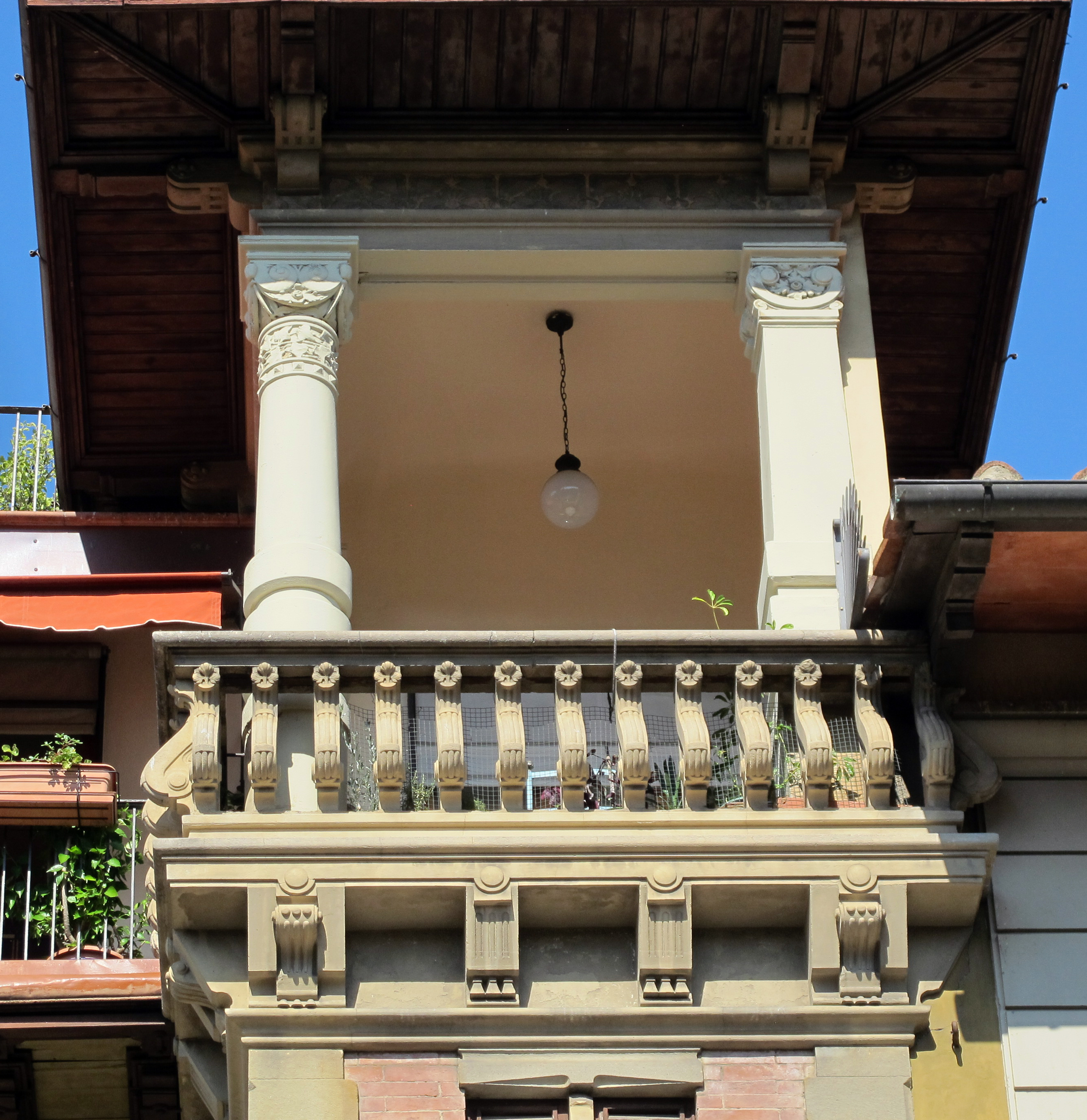
Dettaglio
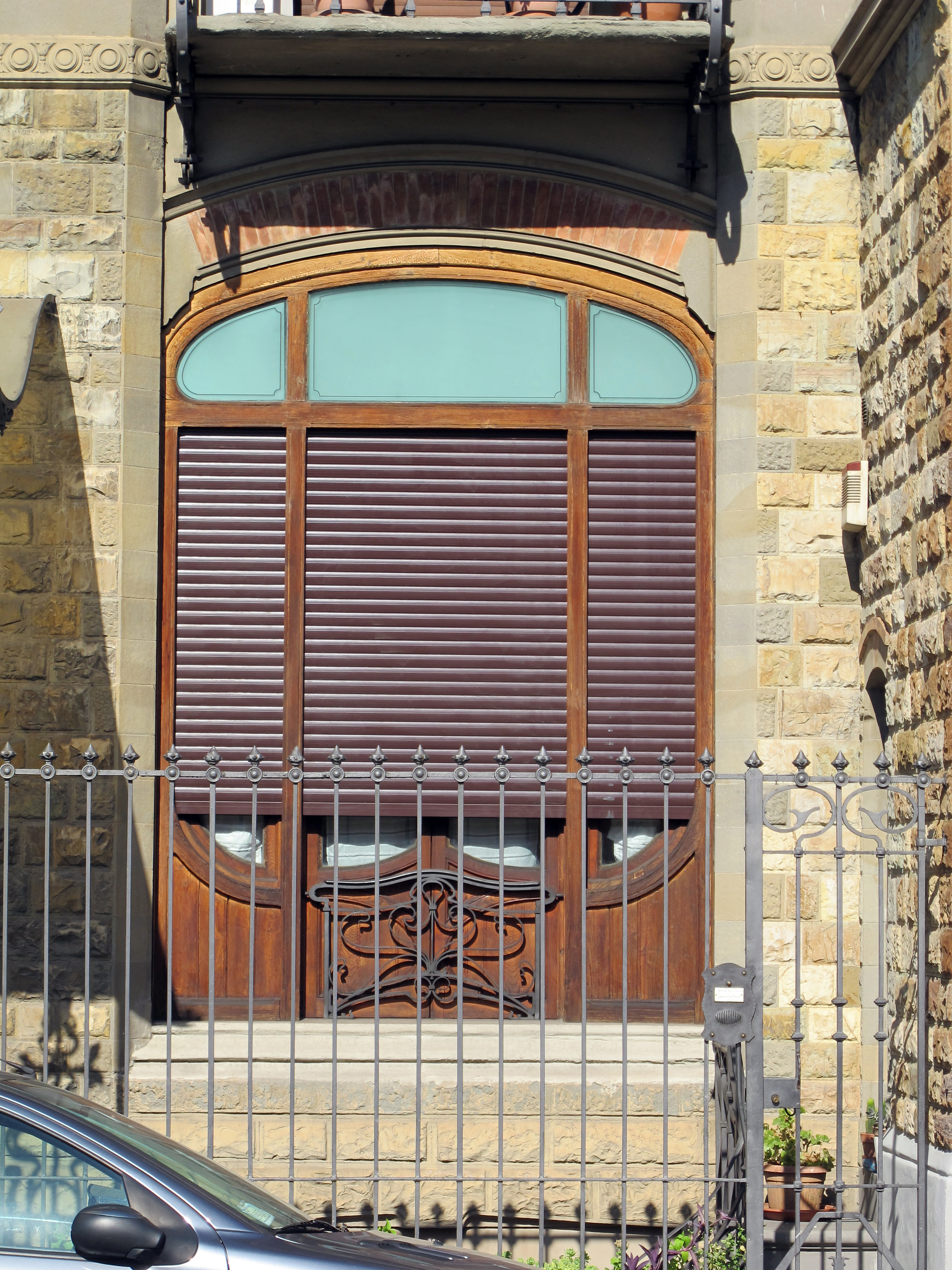
Dettaglio
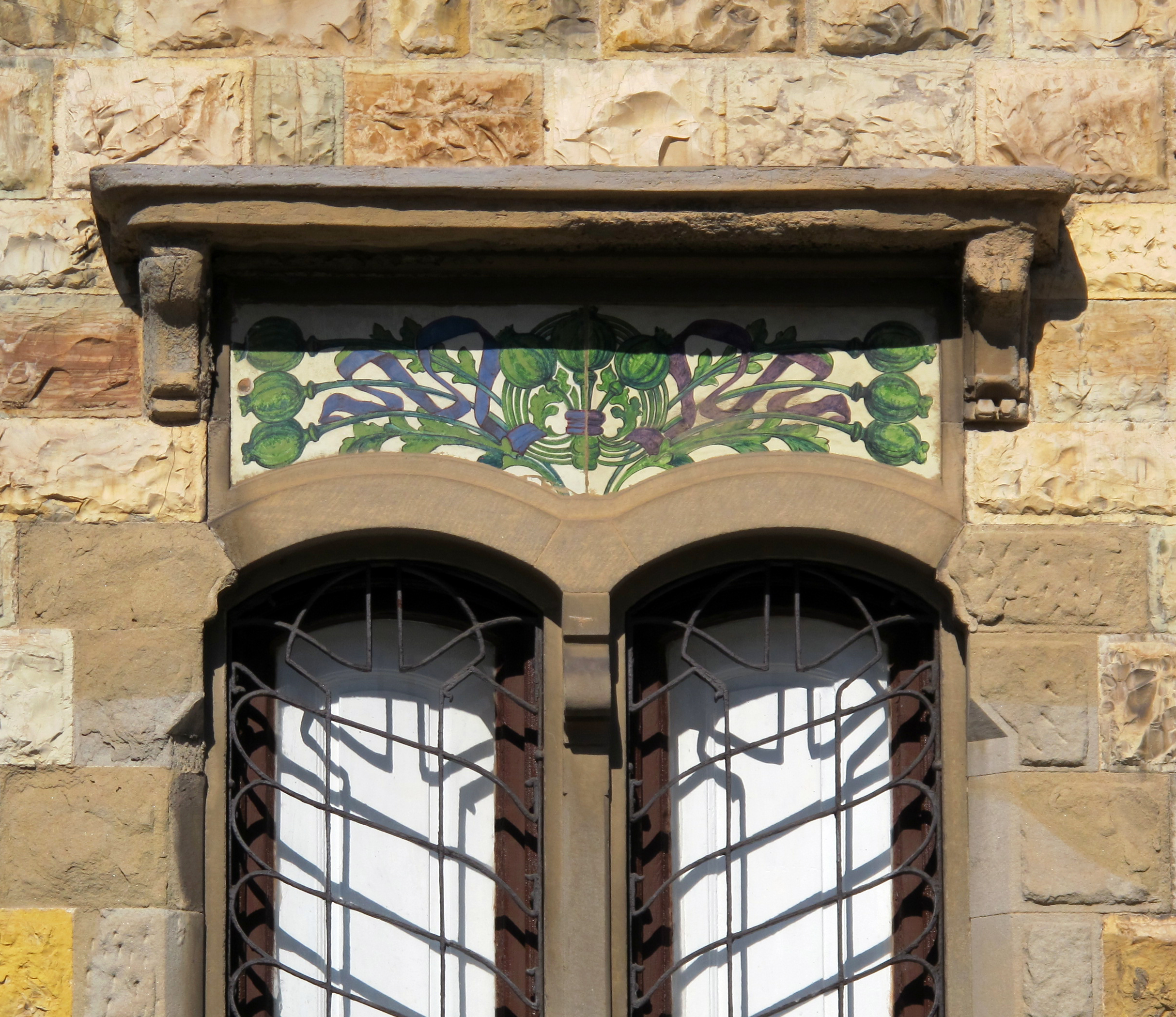
Dettaglio
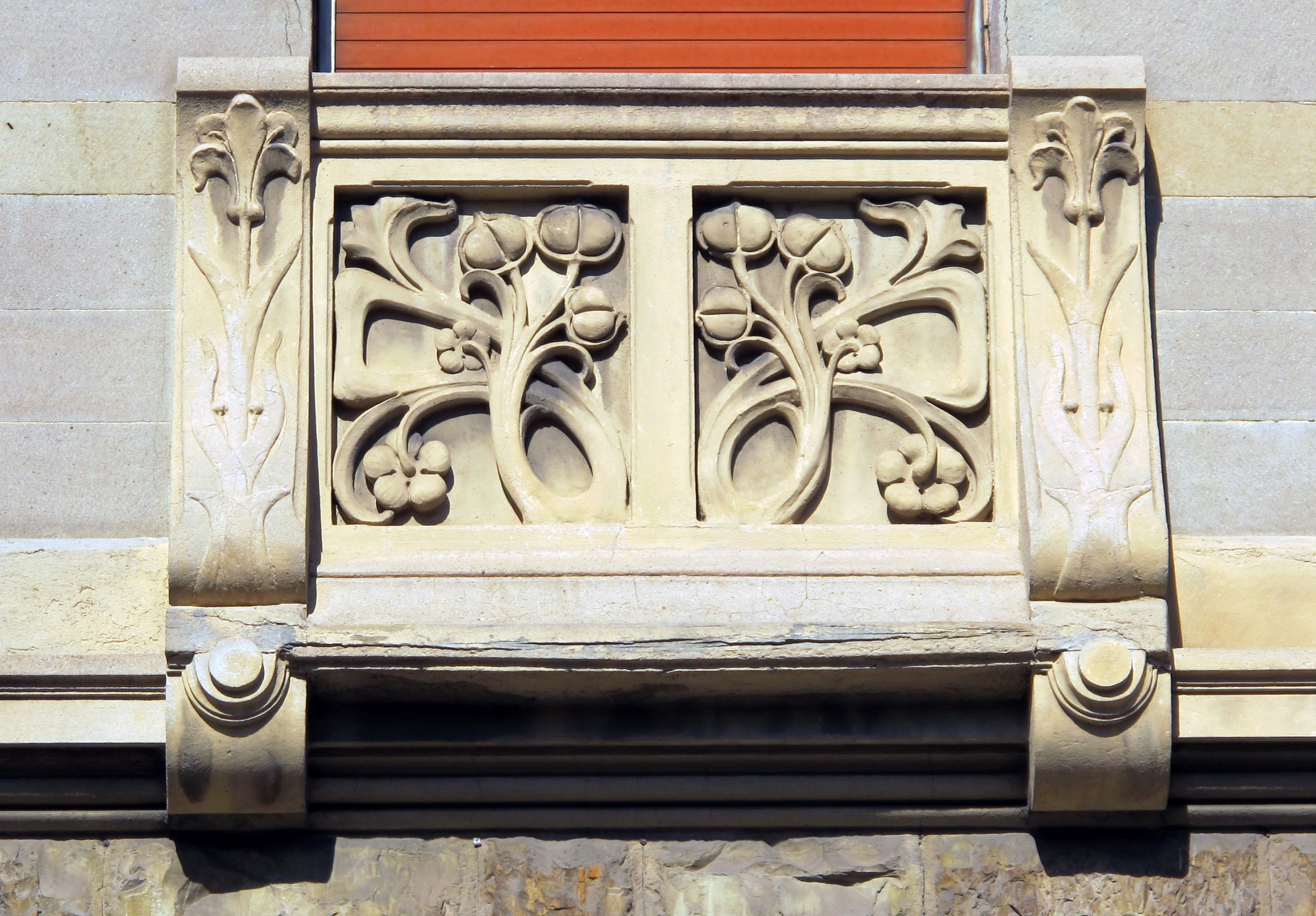
Dettaglio
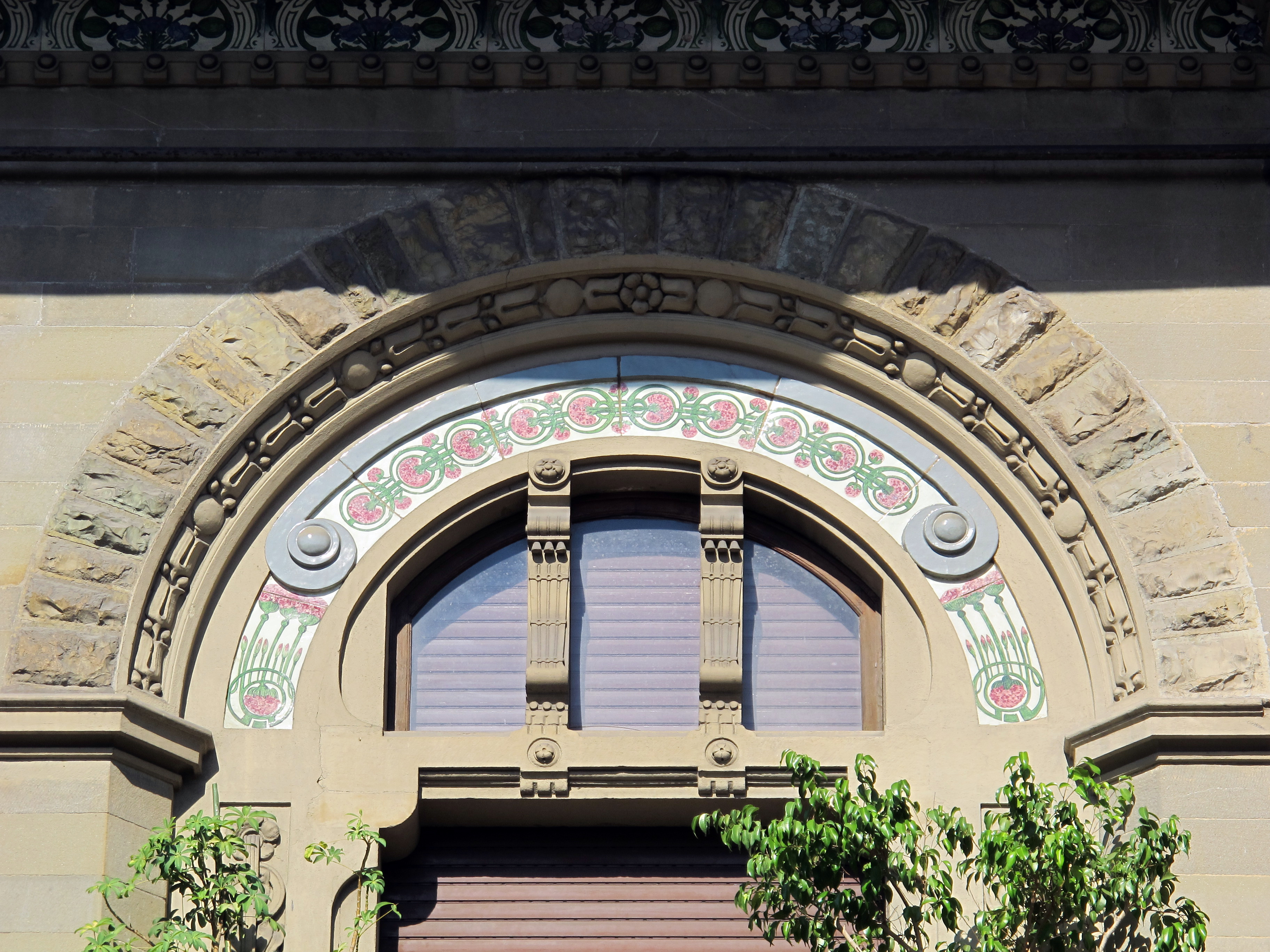
Dettaglio
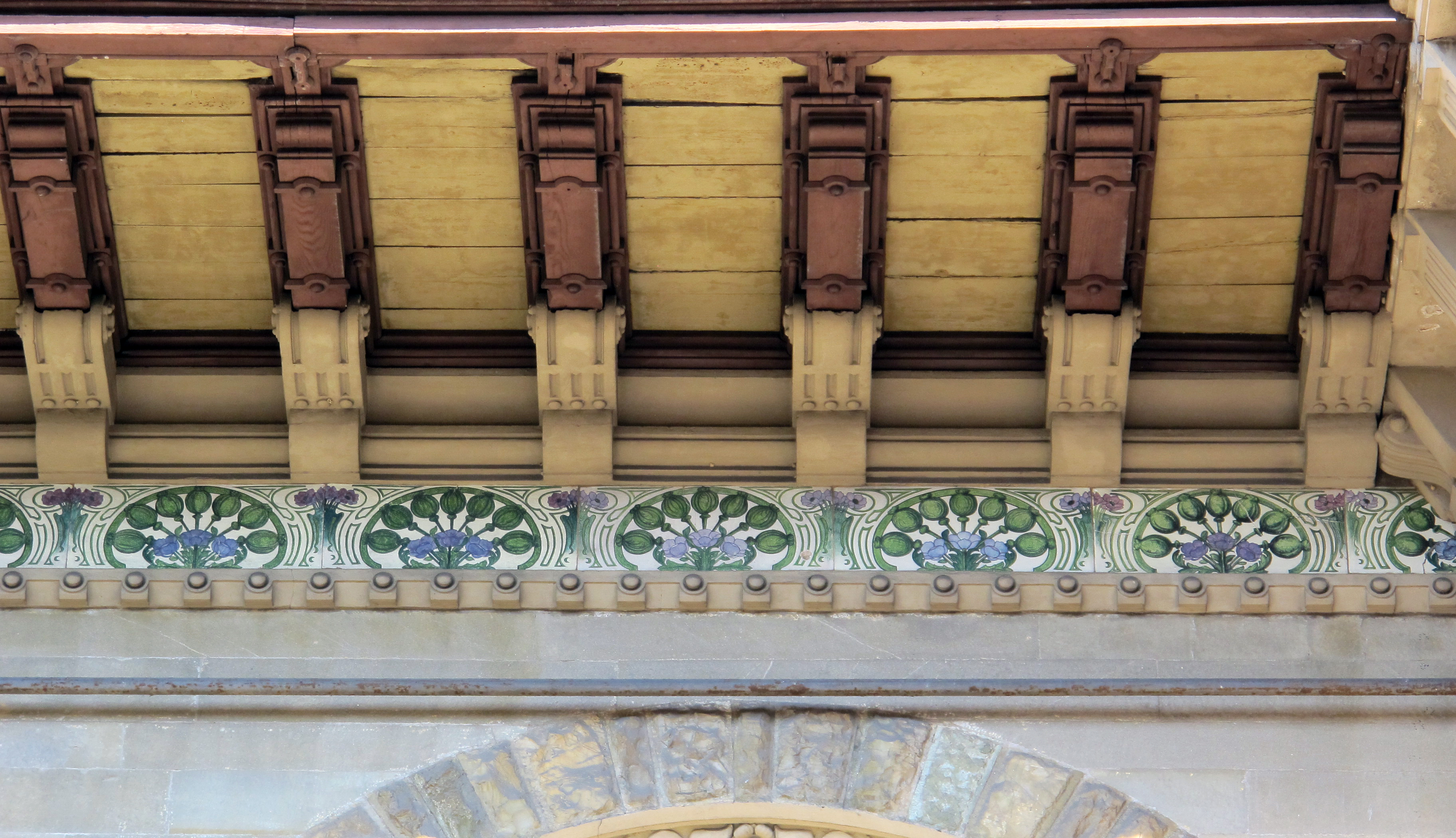
Dettaglio